# 세상은 살만큼 아름답다
"세상은 살만큼 아름답다"는 1992년에 개봉한 대한민국의 영화이다.

## 캐스팅
- 신원섭 : 흥식 역
- 신혜수 : 원희 역
- 조원희 : 미례 역
- 최종원 : 춘식 역
- 백종선 : 경옥 역
- 황춘수 : 전경중대장 역
- 최민 : 형사 역
- 강미 : 광부아낙 역
- 김명희 : 창호어머니 역
- 조성숙 : 산부인과의사 역
- 윤일주 : 한의사 역
- 주일봉 : 정신과의사  역
- 김애라 : 흥식어머니 역
- 김성주 : 흥식아들 역
- 허진혁 : 광부아들 역
- 박찬환 : 길정 역 (우정출연)
- 박규채 : 노교수 역 (특별출연)